# Lijst van schilderijen in het Rijksmuseum Amsterdam/Nn-Nz
Lijst van schilderijen in het Rijksmuseum Amsterdam met werken van schilders van wie de achternaam begint met de letters Nn t/m Nz. Vermeldingen in het grijs geven aan dat het werk geen deel meer uitmaakt van de collectie van het Rijksmuseum, bijvoorbeeld omdat het in bruikleen gegeven is aan een andere instelling of omdat het teruggegeven is aan de bruikleengever.
| Inventarisnummer | Toeschrijving          | Titel                                                                      | Datering  | Afbeelding |
| ---------------- | ---------------------- | -------------------------------------------------------------------------- | --------- | ---------- |
| SK-A-1088        | Peter Paul Joseph Noël | De verliefde wijngaardenier                                                | 1817-1819 |            |
| SK-A-1089        | Peter Paul Joseph Noël | Twee dronkaards op de markt bij de Westerkerk te Amsterdam                 | 1821      |            |
| SK-A-759         | Reinier Nooms          | Het kalefateren van schepen bij het Bothuisje op het IJ te Amsterdam       | 1638-1668 |            |
| SK-A-294         | Reinier Nooms          | Slag bij Livorno                                                           | 1653-1664 |            |
| SK-A-1396        | Reinier Nooms          | Gezicht op Algiers met de Ruyters schip De Liefde, 1662                    | 1662      |            |
| SK-A-1397        | Reinier Nooms          | Gezicht op Tunis                                                           | 1662-1668 |            |
| SK-A-1398        | Reinier Nooms          | Gezicht op Tripolis                                                        | 1662-1668 |            |
| SK-A-1399        | Reinier Nooms          | Gezicht op Salee in Marokko                                                | 1662-1668 |            |
| SK-C-1550        | Hendrik Noorderwiel    | De huwelijksfuik: allegorie op het huwelijk                                | 1647      |            |
| SK-A-0709        | Jan van Noordt         | Portret van Dionijs Wijnands                                               | 1664      |            |
| SK-A-710         | Jan van Noordt         | Portret van Dionijs Wijnands                                               | 1664      |            |
| SK-A-708         | Jan van Noordt         | De grootmoedigheid van Scipio                                              | 1672      |            |
| SK-A-776         | Pieter van Noort       | Stilleven met vissen                                                       | 1648-1672 |            |
| SK-A-777         | Pieter van Noort       | Stilleven met vissen                                                       | 1648-1672 |            |
| SK-A-1091        | Pieter-Frans De Noter  | De Veemarkt met de Sint Pauluskerk te Antwerpen                            | 1825      |            |
| SK-A-1090        | Pieter-Frans De Noter  | De Sassche poort te Gent bij winter                                        | 1827      |            |
| SK-A-4264        | Pieter-Frans De Noter  | Het Lam Gods van de gebroeders van Eyck in de Sint Bavo te Gent            | 1829      |            |
| SK-A-1847        | Michiel Nouts          | Portret van een vrouw                                                      | 1656      |            |
| SK-A-4645        | Wijnand Nuijen         | Vissersschepen op het strand met vissers en vrouwen die de vangst sorteren | 1835      |            |
| SK-A-4644        | Wijnand Nuijen         | Schipbreuk op een rotsachtige kust                                         | 1837      |            |
| SK-A-1092        | Wijnand Nuijen         | Rivierlandschap met ruïne                                                  | 1836      |            |
| SK-A-2419        | Hermanus Numan         | Portret van Susanna van Collen-Mogge met haar dochter                      | 1776      |            |